# Krauss 1813, 1814 und 1817
Die Lokomotiven Krauss 1813, 1814 und 1817 waren von der Lokomotivfabrik Krauss für die Chiemsee-Bahn und die Lokalbahn Ravensburg–Weingarten hergestellte Straßenbahnlokomotiven mit der Bauart B n2t. Werksintern wurden sie als Typ L VII bezeichnet.

## Geschichte

### Nr. 1813
1986 beauftragte Ludwig Feßler (1846–1910) im Jahr 1886 die Firma Krauss & Comp. in München mit Planung und Bau einer Dampftrambahn vom Bahnhof Prien zum Schiffsanleger im Priener Ortsteil Stock am Chiemsee. Nach Fertigstellung wurde sie am 9. Juli 1887, samt Lokomotive und Wagon, an das neu gegründete Unternehmen Chiemsee-Bahn Feßler & Comp Prien übergeben. 1937 erhielt sie eine neue Feuerbüchse aus Kupfer. Im Winter 1957/1958 kam zur Überholung zur Arnold Jung Lokomotivfabrik, wo sie einen Ersatzkessel erhielt. Eingebaut wurde Kessel mit dem Baujahr 1950 und der Fabriknummer 10848. Dieser musste aber von der Bestückung von hinten, auf eine Bestückung von der linken Seite umgebaut werden. Am 5. Juli 1965 wurde die Firma „Chiemsee - Bahn, Feßler & Comp.“, Prien aufgelöst und in die Chiemsee - Schifffahrt Ludwig Feßler eingegliedert, welche auch die Lokomotive übernahm. Im Mai 1961 wurde sie mit einer selbsttätig lösenden Druckluftbremse der Bauart Knorr ausgerüstet. Im Dezember 2017 kam sie zum Dampflokwerk Meiningen, um den Kessel zu überholen. Doch leider war der alte genietete Kessel irreparabel und müsste durch einen neuen in Schweißtechnik ersetzt werden. Außerdem wurde das komplette Trieb- und Fahrwerk zerlegt und überarbeitet. Das ganze dauerte viel länger als man Anfangs gedacht hatte und so konnten erst im März 2021 auf den Harzer Schmalspurbahnen die ersten Probefahrten durchgeführt werden. Seither trägt sie auch ihren Beinamen Laura auf der linken Fahrzeugseite. Mit 137-Jahren (Stand 2024) ist sie eine der ältesten betriebsfähigen Dampf-Lokomotiven der Welt.

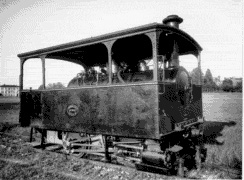
Lok Nr. 1813 im Ursprungszustand
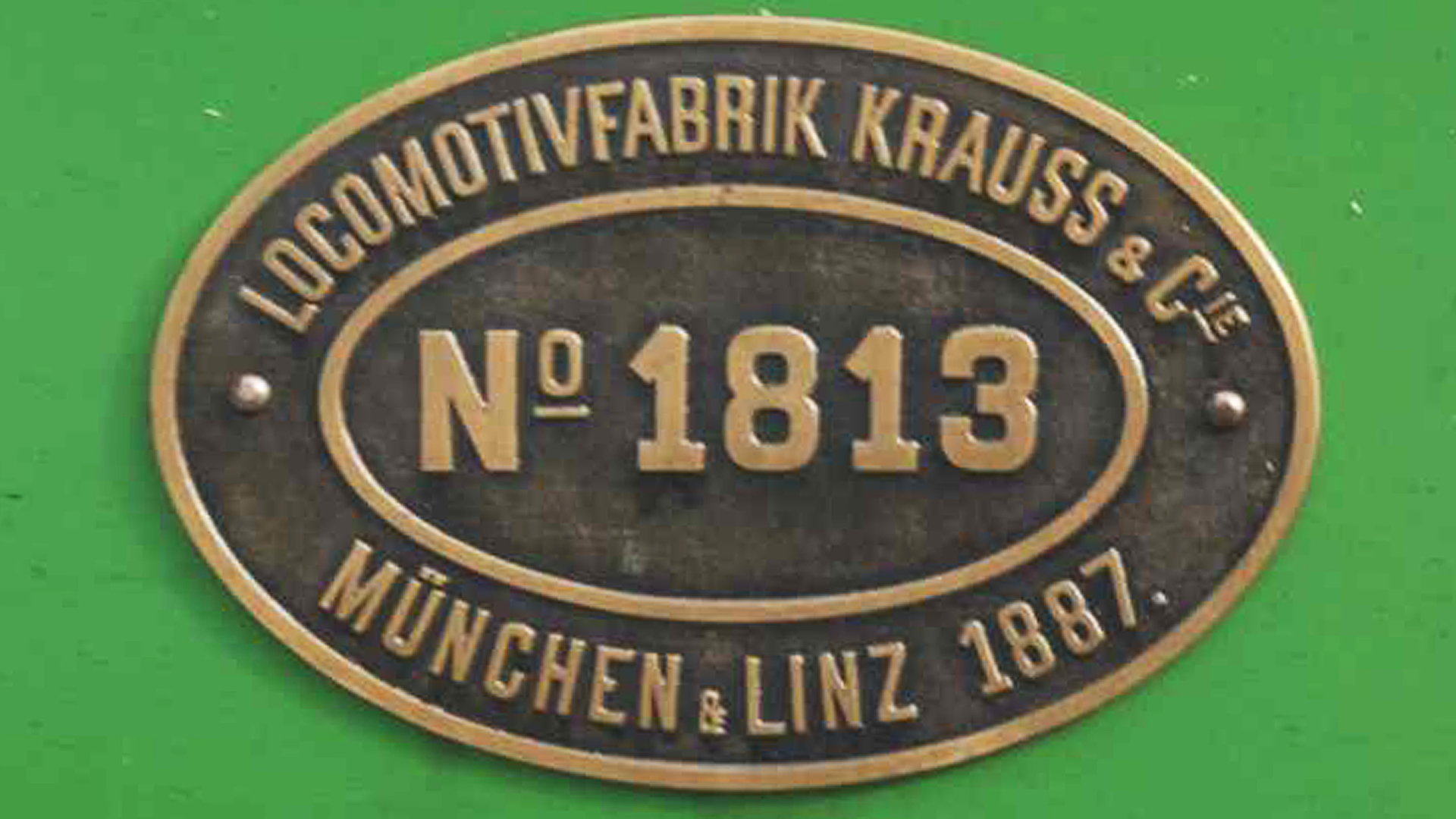
Fabrikschild der Nr. 1813

### Nr. 1814
Sie wurde 1888 von Lokalbahn Aktien-Gesellschaft (LAG) beschafft, um sie auf der neuen Strecke Ravensburg–Weingarten einzusetzen. Sie war die erste Lokomotive der LAG und erhielt somit die Bezeichnung LAG 1. Nach der Elektrifizierung der Strecke im Jahre 1910, wurde sie bei der Walhallabahn eingesetzt, die auch von der LAG betrieben wurde. Dort war sie bis 1928 im Dienst.

### Nr. 1817
Sie wurde zeitgleich die LAG 1 auch für die Strecke Ravensburg–Weingarten von der LAG beschafft und unter der Bezeichnung LAG 2 geführt. Ab 1910 wurde sie dann auch bei der Walhallabahn eingesetzt. 1927 wurde sie an die Zellstoffwerke Regensburg verkauft, bei denen sie noch länger im Einsatz war.

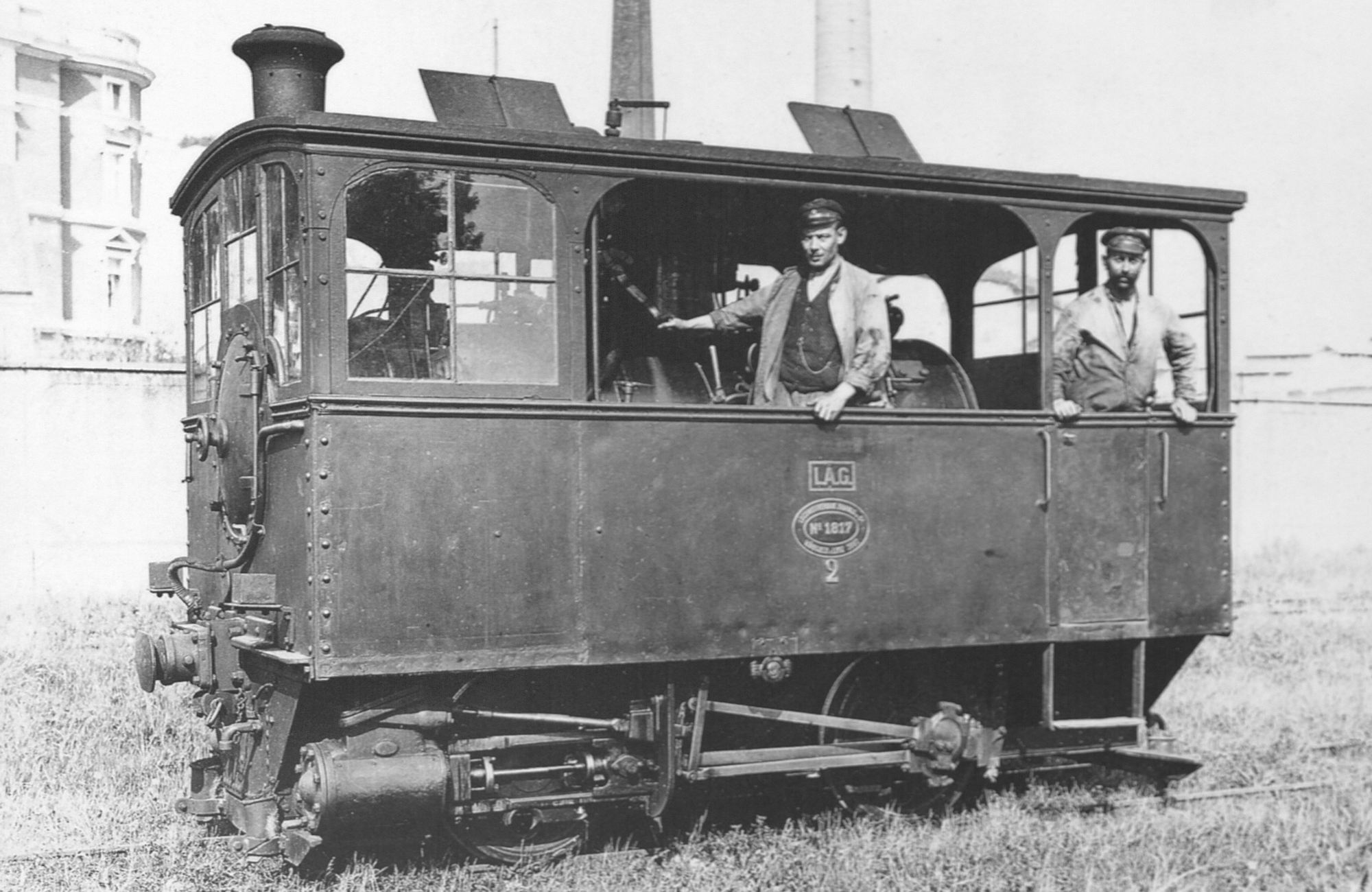
Lok Nr. 1817 (LAG 2) im Jahr 1930

## Technik
Die Kastenlokomotiven sind mit einem einfachen Blechrahmen, der als Wasserkastenrahmen ausgebildet war, ausgerüstet. Um den Kessel ist ein unverglaster Aufbau. Das Triebwerk ist mit einer Allan-Steuerung und Flachschieber versehen. Die Kohlen lagern hinter dem Kessel. Zur Signalgebung sind eine Dampfpfeife und eine Handglocke vorhanden.